# Brugmansia aurea
Brugmansia aurea là một loài thực vật thuộc họ Solanaceae. Đây là loài đặc hữu của Ecuador. Kể từ tháng 3 năm 2014, nó đã được IUCN liệt kê như là tuyệt chủng trong tự nhiên, trước đó IUCN đặt loài này vào nhóm loài dễ bị tổn thương. 
Loài cây này được mua bán và trồng làm cây trồng trong vườn, được mô tả như một cây bụi cận nhiệt đới lớn có khả năng phát triển đến 20 feet chiều cao. Nó có hoa lớn màu vàng hoặc trắng phát ra một hương thơm vào ban đêm.
Tất cả các bộ phận của cây đều độc hại. 
Hầu như tất cả các bộ tộc trong khu vực Ecuador đã sử dụng nó như một loại thuốc đắp.

## Hình ảnh

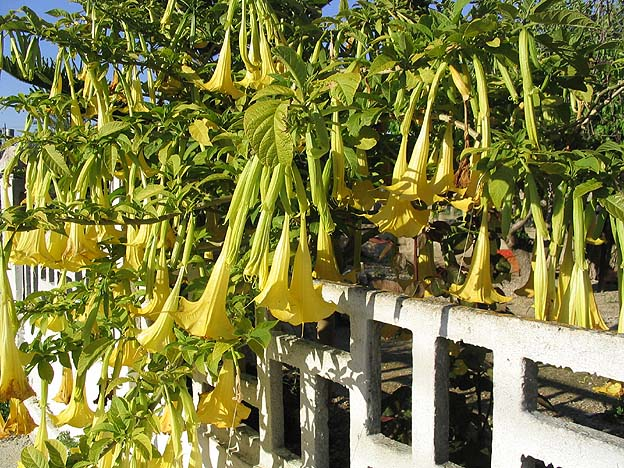
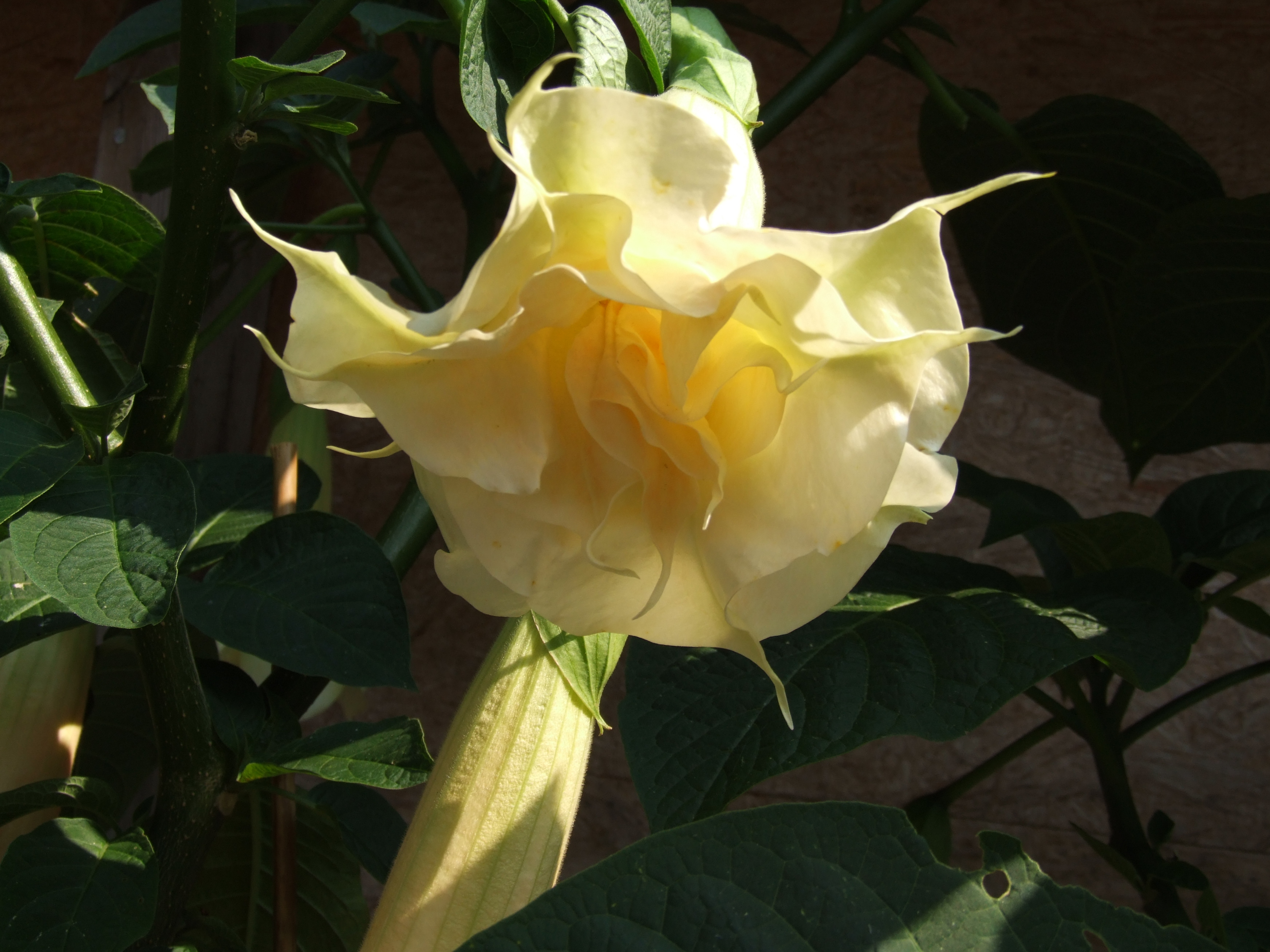
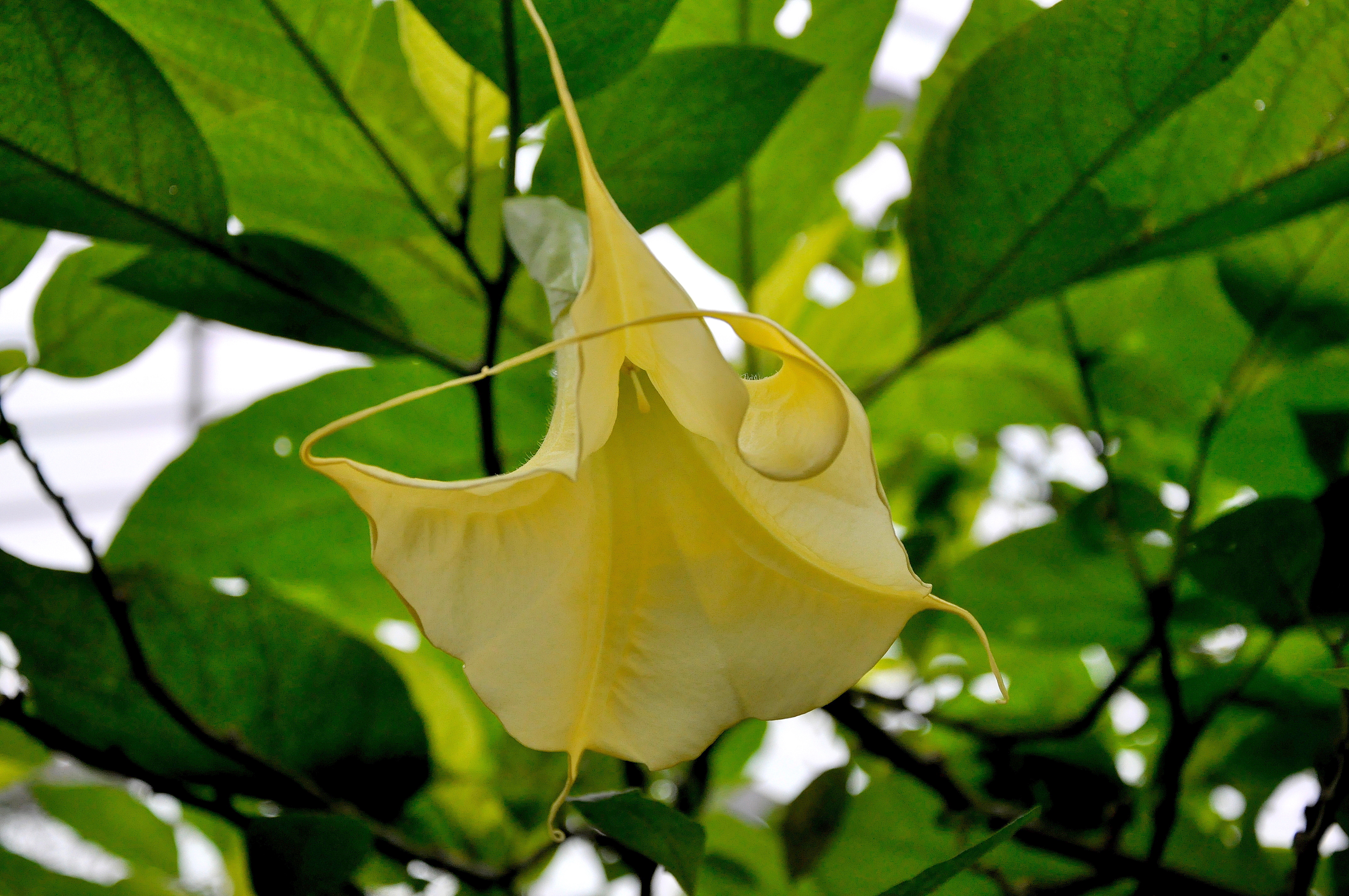
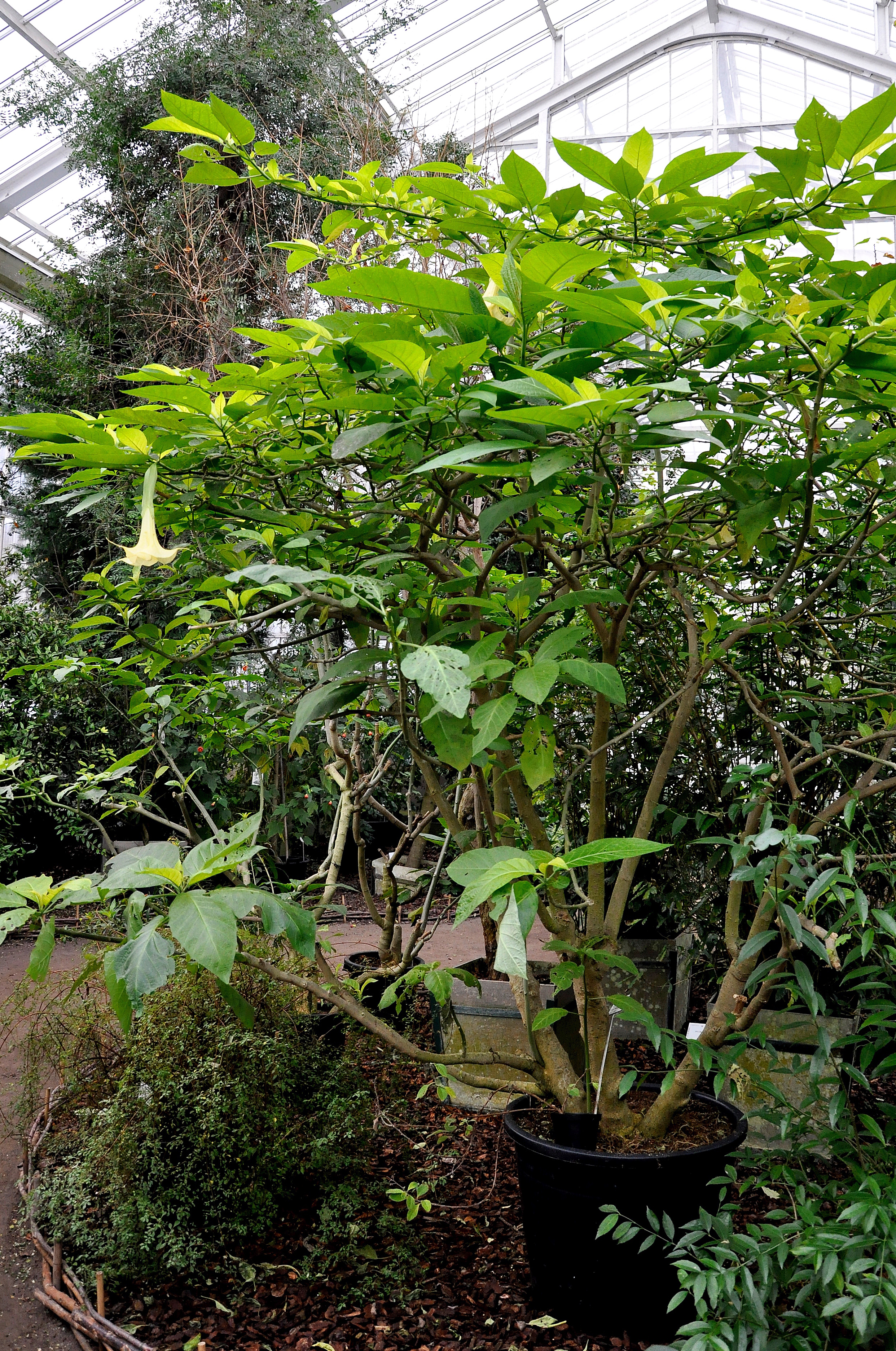